# فت كش (عشر ستاق)
فت کش (بالفارسية: فت‌کش) هي قرية تقع في إيران في قسم عشر ستاق الريفي. يقدر عدد سكانها بـ 101 نسمة بحسب إحصاء 2016.